# Putzar
Putzar è una frazione del comune di Boldekow del Meclemburgo-Pomerania Anteriore, in Germania.